# 金恩香 (サッカー選手)
金恩香（キム・ウンヒャン、キム・ウニャン、1993年8月26日 – ）は、朝鮮民主主義人民共和国のサッカー選手。ポジションはミッドフィールダー。2012年夏季オリンピックに北朝鮮代表として出場。所属は4.25体育団。